# Edouard Ambroise Noumazalaye
Edouard Ambroise Noumazalaye (* 1933 in Likouala; † 17. November 2007 in Paris) war von 1966 bis 1968 Premierminister der Republik Kongo.

## Politische Laufbahn
Noumazalaye wurde am 6. Mai 1966 Premierminister unter dem 1963 durch einen Staatsstreich an die Macht gekommenen Präsidenten Alphonse Massemba-Débat. Er gehörte zur damaligen Einheitspartei Mouvement National de la Révolution (MNR). Im September 1967 besuchte er die Volksrepublik China. Seine Amtszeit endete am 12. Januar 1968, als Massemba-Débat ihn entließ.
Später trat er der 1969 gegründeten neuen Einheitspartei Parti Congolais du Travail (PCT) bei, die das Land bis zum Übergang zur Demokratie 1992 und wieder seit 1997 regiert. In den 1990er Jahren war er ihr Generalsekretär. Nach den Wahlen zum Senat am 11. Juli 2002 wurde er im August dessen Präsident und gab später sein Parteiamt auf. 56 der 60 gewählten Senatoren gehören der PCT des seit 1997 wieder regierenden Präsidenten Denis Sassou-Nguesso an oder stehen ihr nahe.